# محمد الحاج الدلائي
أبو عبد الله محمد الحاج بن محمد بن أبي بكر الدلائي  (توفي سنة 1082 هـ / 1671م) سلطان مغربي وشيخ الزاوية الدلائية، ، التي نقلها من حركة دينية علمية إلى حركة سياسية. فدخل سنة 1638م في مواجهة مفتوحة ضد سلطة السعديين، وسيطر على فاس في 1641م وبويع سلطانا على المغرب في 1659م. فامتدّت سلطة الدلاّئيّين في عهده إلى فاس ومكناس، وانتصر على محمد العياشي، وسيطر على سلا. وخلال فترة حكمه اتّفق الدلائيون مع العلويين على إقامة حدود فاصلة بينهما تمثّل مناطق نفوذهما، فالمناطق ما بين الصّحراء وجبل العياشي للعلويّين، وما وراء الأطلس الكبير للدّلاّئيّين.
فقد الحاج الدلائي مدينة فاس سنة 1663م، وساد الوهن زاوية الدلائيين بعد أن فُتحت ضده جبهتين في كل من الشمال من قبل خضر غيلان، وفي الجنوب من قبل العلويين في سجلماسة. وخرب الرشيد بن الشريف الزاوية الدلائية وهجَّر أهلها.

## مسيرته
كان الحاج الدلائي الابن البكر لشيخ الزاوية سيدي محمد بن أبي بكر، فحج برفقة والده وعمه إلى مكة، وفي طريقه إلى الحجاز زار مصر والتقى بمشايخها، وعند ركوب قافلته بحر السويس هال عليهم البحر وظلوا الطريق لمدة طويلة ألف فيها أحد مؤلفاته. توفي والده نحو 1637م وخلفه ابنه الحاج الدلائي. حتى ذلك الحين كانت الزاوية تبايع وتعترف بشرعية سلطة السعديين في مراكش، لكن صعود محمد الشيخ الصغير للعرش السعدي سنة 1636م. لم يظهر الحاج الدلائي أي نية في طاعة وتوقير السلطان السعدي الجديد. فكتب إليه السلطان يذكره بالعهد الذي كان بينه والسلطان الوليد بن زيدان، فرد عليه الحاج الدلائي بالعديد من الحجج والأعذار دون ذكر خلع البيعة بشكل مباشر. وأصبح لا مفر من الماوجهة المباشرة فتوجهت قوات مراكش للزاوية، وتعرض لها الحاج الدلائي وهزمها وسحقها بشكل كامل في 26 أكتوبر 1638، فتخلى بعدها محمد شيخ الصغير عن مناطقة كبيرة لصالح الدلائيين.
نقل الحاج الدلائي مقره من الزاوية الدلائية القديمة إلى الزاوية الدلائية الحديثة بعد أن بناها، والتي تقوم على أنقاضها اليوم زاوية آيت إسحاق.
كان محمد الحاج الدلائي رجل طموح فانغمر في ميدان السياسة، فقام سنة 1050 هـ / 1640م بالزحف على مكناس وتمكن من السيطرة عليها، ثم حاول أيضا أن يستولي على مدينة فاس، لكنه ووجه بمقاومة أبي عبد الله العياشي، غير أن هذا الأخير انهزم، وحاصر محمد الحاج الدلائي مدينة فاس، ثم عاد العياشي مرة أخرى وخاض ضده الحرب فهزمه، وانسحب الحاج الدلائي من مشروعه. ولما توفي العياشي عاد محمد الحاج الدلائي مرة أخرى وحاصر فاس لمدة تقارب الستة أشهر وقطع عنها المؤونة حتى خضعت له.

### الأندلسيين والعياشي
بعد الخلاف الذي حصل بين العياشي والأندلسيين، بسبب استعانة المورسكيون بإسبانيا من خلال حاميتها بالمعمورة، وسعي العياشي لادماج الإمارتين المورسكيتين وإخضاعها لنفوذه، جعلت العياشي يتدخل لمحاربتهم بفتوى من العلماء، لكن وقوف الدلائيين لصالح مهاجري الأندلس، أفشل مشروع العياشي. ليدخل المورسكيون تحت نفوذ محمد الحاج الدلائي، وعين عليهم سنة 1643م القايد سعيد الجنوي على رأس سلطة إمارة بورقراق. لكن سرعان ما سعى المورسكيون للتخلص من نفوذه بطلب دعم السعديين وأتراك الجزائر، وتمكن محمد الحاج الدلائي في الأخير، بعد حصار طويل، على إجبارهم على الاستسلام ومغادرة القصبة.

### سيطرته على سجلماسة
لما ظهر محمد بن الشريف العلوي بالصحراء وقويت شوكته، وتحالف مع أبو حسون السملالي، خاف محمد الحاج منه على فاس فعاجله بالحرب وعبر إليه نهر ملوية وتحالف مع «بني الزبير» أصحاب قصر تابوعصامت وهو حصن منيع. وكان الحاج الدلائي أشد قوة من الشريف وأكثر جمعا، فضايقه بإقليم الصحراء وقصد سجلماسة مرارا وكانت بينهما أثناء ذلك وقعة القاعة ضحى يوم السبت الثاني عشر من ربيع النبوي سنة 1056 هـ فانتصر الحاج الدلائي وفتح سجلماسة واستولى عليها. ثم عقد الحاج الدلائي الصلح بينه وبين العلويين على أن ما بين الصحراء وجبل بني عياش فهو للمولى محمد بن الشريف وما دون ذلك إلى ناحية الغرب فهو للزاوية الدلائية، واستثنى الحاج الدلائي خمسة مواقع أخرى كانت في إيالة العلويين فجعلوها لهم، وانعقد الصلح على ذلك ورجع أهل الدلاء في جموعهم. سرعان ما خالف العلويين أحد المواقع الخمسة التي استثنوها أهل دلاء في المعاهدة، فبلغ ذلك أهل الدلاء فتوجهوا إلى سجلماسة عازمين على استئصال المولى محمد وأتباعه وكتبوا إليه رسالة يتهددونه فيها واتهموه بالغدر وبنكث العهد والحنث في القسم.

### ثورة أهل فاس
بعد موت العياشي اعتصم الخضر غيلان ببلاد جبالة، وهو من قبيلة عربية تقطن بين العرائش وتطوان، وكان أحد أهم مساعدي العياشي. وجاءت فرصته للثورة على الدلائيين عام 1653م / 1063 هـ، فهاجم أولا مدينة القصر الكبير واستولى عليها، وقتل فيها علي بن أحمد، وهو منفذ اغتيال العياشي، ووسع الخضر غيلان نشاطاته الحربية مستهدفا المدن والقبائل التي كانت تحت إمرة الدلائيين. وحاول محمد الحاج الدلائي التصدي والقضاء على الخضر غيلان فوجه له جيشا قوامه 80 ألف شخص، وقد التقى الجيشان في مولاي بوسلهام، فمني جيش الحاج الدلائي بالهزيمة.
تبين بهذه الهزيمة ضعف الدلائيين، فاشتعلت ثورات أخرى، كثورة أهل فاس التي ظلت خاضعة للحكم الدلائي ما يقرب من عشرين سنة. فتحالف أهل فاس مع الخضر غيلان، وأرسلوا مجموعة إلى القصر الكبير لمساندة الخضر غيلان ضد الدلائيين، فيما قامت مجموعة أخرى بالتحضير لانقلاب داخل المدينة. فشهدت مذبحة رهيبة جعلت الحاج الدلائي يسحب رجاله ويتراجع عن حكمها. وعادت مدينة فاس سنة 1664م طواعية إلى حكم الدلائيين بعد ان توجه أعيان فاس إلى للسلطان محمد الحاج الدلائي يعتذرون عما بدر منهم من عصيان وتمرد ورجوه أن يعيد إلى فاس الاستقرار، بعد انتشار جو من الخوف والاضطراب فيها.

### حملة الرشيد على الزاوية الدلائية
بعد تولّي المولى الرشيد العرش العلوي عام 1076 هـ، اشتبك مع الدلائيين في معارك متوالية حتّى انتصر عليهم في معركة بطن الرمان واحتل زاويتهم عام 1079 هـ / 1668م وعفا عن سكّانها ومنهم محمّد الحاج الذي ارتحل إلى فاس ومنها إلى تلمسان التي توفي بها عام 1082هـ ودفن بضريح سيدي السنوسي وانتهت به عصر الزاوية الدلائية.